# Magnolia henryi
Magnolia henryi är en magnoliaväxtart som beskrevs av Stephen Troyte Dunn. Magnolia henryi ingår i släktet Magnolia och familjen magnoliaväxter. Inga underarter finns listade i Catalogue of Life.